# 暗黒街 (1927年の映画)
他の同名タイトルの作品は、暗黒街をご覧ください。
『暗黒街』（あんこくがい、Underworld）は、ジョセフ・フォン・スタンバーグ監督による1927年のアメリカ合衆国のサイレント映画、クライム映画である。
史上初の本格的なギャング映画と言われている。

## キャスト
- ジョージ・バンクロフト（英語版） - ブル・ウィード
- イヴリン・ブレント（英語版） - フェザース
- クライヴ・ブルック（英語版）
- フレッド・コーラー（英語版）
- ヘレン・リンチ（英語版）
- ラリー・シモン
- ジェリー・マンディ（英語版）

## スタッフ
- 監督：ジョセフ・フォン・スタンバーグ
- 脚本： ベン・ヘクト
- 脚色：チャールズ・ファースマン、ロバート・N・リー
- 撮影：バート・グレノン

## 製作
原作を書いたベン・ヘクトは、シカゴで長い新聞記者の体験を持ち、小説と戯曲で風刺と風刺と反抗の気概を見せる人であった。
これを脚本の段階で、その頃の実力者たちが知恵をしぼって協力したことが、経験不足のジョセフ・フォン・スタンバーグ監督のもとで、第一級の娯楽映画に仕立て上げた。
。

## 評価
第1回アカデミー賞ではベン・ヘクトが原案賞を受賞した。
1928年度キネマ旬報優秀映画投票２位